# Tomoyuki Shiraishi
Tomoyuki Shiraishi (japanisch 白石 智之 Shiraishi Tomoyuki; * 10. Juni 1993 in der Präfektur Gunma) ist ein japanischer Fußballspieler.

## Karriere
Shiraishi erlernte das Fußballspielen in der Schulmannschaft der Maebashi Ikuei High School und der Universitätsmannschaft der Hōsei-Universität. Seinen ersten Vertrag unterschrieb er 2016 bei Azul Claro Numazu. Am Ende der Saison 2016 stieg der Verein in die J3 League auf. Für den Verein absolvierte er 37 Ligaspiele. 2018 wechselte er zum Ligakonkurrenten Grulla Morioka. Für den Verein absolvierte er 26 Ligaspiele. 2019 wechselte er zum Ligakonkurrenten Kataller Toyama. Für den Verein absolvierte er 33 Ligaspiele. 2020 wechselte er zum Zweitligisten Thespakusatsu Gunma.